# Château-Bréhain
Château-Bréhain é uma comuna francesa na região administrativa de Grande Leste, no departamento de Mosela. Estende-se por uma área de 6,11 km². Em 2010 a comuna tinha 77 habitantes (densidade: 12,6 hab./km²).